# Piotr Langosz
Piotr Jerzy Langosz (ur. 5 kwietnia 1951 w Świętochłowicach) — polski koszykarz, reprezentant kraju (rozegrał w drużynie narodowej 1972-1980: 103 mecze i zdobywając 1108 punktów), olimpijczyk z Monachium (1972), trener kadry narodowej.

## Życiorys
Syn Edwarda Stanisława i Heleny Róży Bremer, absolwent Liceum Ogólnokształcącego w Krakowie (1975) i tamtejszej AWF (1980) ze specjalizacją trenerską. Koszykarz Baildonu Katowice i Wisły Kraków (od 1968). Dwukrotny mistrz Polski (1974, 1976). Po zakończeniu kariery zawodniczej trener żeńskich zespołów Wisły Kraków i Olimpii Poznań. Trener męskiej kadry narodowej (1998-2000). Żonaty (Renata Wrona, koszykarka Wisły). Ma dwie córki. Mieszka pod Poznaniem.

## Osiągnięcia
Na podstawie, o ile nie zaznaczono inaczej.
Drużynowe
- Mistrz Polski (1974, 1976)
- Wicemistrz Polski (1971, 1975, 1977)
- Brązowy medalista mistrzostw Polski (1970, 1972)
- Finalista pucharu Polski (1971)

Reprezentacja
- Zwycięzca kwalifikacji olimpijskich (1972)
- Uczestnik:
  - igrzysk olimpijskich (1972 – 10. miejsce)
  - mistrzostw Europy:
    - 1973 – 12. miejsce, 1975 – 8. miejsce

  - U-18 (1970 – 6. miejsce)
  - Interkontynentalnego Pucharu FIBA (1972 – 4. miejsce)[3]
- Brąz turnieju Alberta Schweitzera U–18 (1969 – Mannheim)

Trenerskie
- Mistrzostwo Polski kobiet (1984)
- Wicemistrzostwo Polski kobiet (1983)
- Brąz mistrzostw Polski kobiet (1988–1991)
- Puchar Polski kobiet (1984)
- Trener kadry Polski podczas meczu gwiazd – Polska vs obcokrajowcy (1999)